# Вівчарик юньнанський
Вівча́рик юньнанський (Phylloscopus yunnanensis) — вид горобцеподібних птахів родини вівчарикових (Phylloscopidae). Мешкає в Китаї.

## Опис
Довжина птаха становить 10 см, довжина крила 5-6 см. Верхня частина тіла зеленувата або оливково -зелена, в залежнасті від сезону. Нижня частина тіла білувата. Над очима світлі "брови", на тімені жовтуваті і темно-оливкові смуги. Через темно-карі очі проходять коричневі смуги. Дзьоб темно-коричневий, короткий і гострий. Лапи темно-коричнево-сірі.

## Поширення і екологія
Юньнанські вівчарики гніздяться в китайських провінціях Шаньсі, Хебей і Сичуань. Взимку вони мігрують на південь, в Південно-Східну Азію. Юньнанські вівчарики живуть в гірських, переважно хвойних лісах. Зустрічаються на висоті від 1000 до 2800 м над рівнем моря.